# Jean-Jacques von Dardel
Bengt Gustaf Jean-Jacques von Dardel, född 13 oktober 1918 i Stockholm, död 23 mars 1989, var en svensk diplomat

## Biografi
von Dardel var son till ambassadör Gustaf von Dardel och Eva Lindman samt dotterson till statsmininister Arvid Lindman. Han tog juris kandidatexamen i Stockholm 1944 och blev attaché vid Utrikesdepartementet (UD) samma år. Han tjänstgjorde vid UD, i Bryssel, London, Haag och Kairo 1944-1958. von Dardel var chargé d’affaires i Budapest 1958-1962, ambassadråd i Washington 1962-1967, med ministers ställning 1965, biträdande chef vid UD:s administrativa avdelning 1967-1972, ambassadör i Alger 1972-1974, Beirut, Damaskus, Amman 1974-1978, Bryssel och Luxemburg 1979-1984.
Han gifte sig första gången 1940 med Maud Svedberg (1914-1943), dotter till grosshandlaren Jesper Svedberg och Sigyn von Konow. Han gifte sig andra gången 1946 med Ingrid Casselli (född 1920), dotter till bankdirektören Seth Casselli och Lily Lorich.
De var innehavare av Orrviken i Flens kommun tillsammans.

## Utmärkelser
- Riddare av Belgiska Leopold II:s orden.[2]
- Officer av Nederländska Oranien-Nassauorden.[2]
- Kommendör med stjärna av Isländska falkorden, 5 maj 1971.[3]